# Narodni muzej Pakistana
Narodni muzej Pakistana (urdujsko قومی عجائب گھر پاکِستان) je javni muzej v Karačiju v Pakistanu.

## Zgodovina
Narodni muzej Pakistana je bil ustanovljen v Frerejevi dvoraniu leta 1951 in je nadomestil propadli Victoria Museum. Frerejeva dvorana je bila zgrajena leta 1865 kot poklon siru Bartlu Frereju, komisarju Sinda v 19. stoletju. Ko je bil muzej slovesno odprt, se je pakistanska vlada leta 1950 zdela pametna, da ustanovi svetovalni svet, katerega glavna naloga je svetovati muzeju o vprašanjih obogatitve njegove zbirke z novimi pridobitvami in nakupi starin in umetnin. Muzej je bil leta 1970 prestavljen v sedanje prostore, ki so v Burns Gardenu.

## Galerije
Leta 1970 so bile v muzeju le štiri galerije. Sčasoma se je muzej povečal, v stavbi pa je trenutno skupno enajst galerij, vključno z »galerijo Korana«. Narodni muzej ima več kot 300 izvodov Korana, od tega je na ogled okoli 52 redkih rokopisov. Muzej vsebuje tudi pomembno zbirko predmetov, povezanih s pakistansko kulturno dediščino. Nekatere druge galerije prikazujejo artefakte Indske civilizacije, skulpture civilizacije Gandara, islamsko umetnost, miniaturne slike, starodavne kovance in rokopise, ki dokumentirajo politično zgodovino Pakistana. Obstaja tudi Etnološka galerija s kipi različnih etničnih skupin v naravni velikosti, ki živijo v štirih provincah sodobnega Pakistana.
Muzej ima zbirko pečatov in kipov, najdenih na najdišču Mohendžo-daro. Kipi vključujejo tako imenovanega kralja duhovnika, igrače iz terakote in številne žige. Prikazuje tudi nekaj starodavnih kovancev, najdenih v Hidži, in nekaj stvari pakistanskih narodnih herojev: pero, manšete in meč Quaid-e-Azama; osebni stol in pero Allama Ikbala; in osebna steklenica, ura in sprehajalna palica Liaqata Ali Kana. Obstajajo galerije, ki prikazujejo oblačila, ki so jih nekoč izdelovali muslimani, lončarsko delo, ki so ga opravili ljudje, očala, ki so jih izdelovali muslimani, in aparate, ki so jih uporabljali.

## Objekti
Za ohranjanje zbirke je v sklopu muzeja tudi konservatorski laboratorij. V muzejskih prostorih je avditorij z 250 sedeži.